# Lloyd Murad
Lloyd Laurentius Murad (* 9. April 1933 auf Trinidad) ist ein ehemaliger  venezolanischer Leichtathlet, der zweimal an Olympischen Spielen teilnahm und jeweils mit der 4-mal-100-Meter-Staffel den Endlauf erreichte.
Bei den Olympischen Spielen 1960 in Rom schied Murad über 100 Meter im Viertelfinale und über 200 Meter im Vorlauf aus. Die Sprintstaffel in der Besetzung Clive Bonas, Lloyd Murad, Emilio Romero und Rafael Romero erreichte das Finale und belegte den fünften Platz. 1964 in Tokio erreichte Murad über 100 Meter erneut das Viertelfinale. Die Staffel in der Besetzung  Arquímedes Herrera, Lloyd Murad, Rafael Romero und Hortensio Fucil lief im Finale in 39,54 Sekunden auf Rang 6.
Bei den Zentralamerika- und Karibikspielen gewann Murad 1959 Bronze über 100 Meter und über 200 Meter sowie Gold mit der Staffel. 1960 gewann er Bronze über 200 Meter und Gold mit der Staffel bei den Iberoamerikanischen Spielen.
Bei einer Körpergröße von 1,76 m betrug sein Wettkampfgewicht 73 kg.